# 群馬トヨペット
群馬トヨペット株式会社（ぐんまトヨペット）は、群馬県前橋市に本社を置くトヨタ系自動車ディーラーである。

## 店舗

### 新車店舗

#### トヨタ車
- 前橋石倉店－前橋市石倉町2-6-5
- 前橋天川大島店－前橋市天川大島町1-14-3
- 前橋上小出店－前橋市上小出町3-13-11
- 前橋鶴光路店－前橋市鶴光路町346-5（2018.12.28閉店）
- 高崎並榎店－高崎市並榎町31-1
- 高崎上大類店－高崎市上大類町901
- 高崎佐野店－高崎市和田多中町10-18
- 安中板鼻店－安中市岩井2460-2
- とみおか店－富岡市富岡2755
- ふじおか店－藤岡市藤岡913-5
- 伊勢崎日乃出店－伊勢崎市日乃出町1038-28
- 太田内ヶ島店－太田市内ヶ島町904
- 大泉店－邑楽郡大泉町大字寄木戸字東原938-1
- 館林青柳店－館林市青柳町1061
- 桐生駅前店－桐生市宮前町2-4-17
- 渋川金井店－渋川市金井785
- 中之条バイパス店－吾妻郡中之条町大字伊勢町6-1
- 長野原羽根尾店－吾妻郡長野原町大字羽根尾378-7
- 沼田店－沼田市薄根町字砂押3679-6

#### レクサス車
- レクサス前橋－前橋市天川大島町1-20-11
- レクサスCPO前橋－前橋市上長磯町304-1

### 中古車店舗
- U-Car高崎店－高崎市上並榎町384-1
- ヴィーパーク高崎店－高崎市引間町1069
- ヴィーパーク太田店－太田市飯塚町980-3
- プライム高崎店－高崎市塚田町215-1
- プライム前橋店－北群馬郡吉岡町大久保933-1

### 買取店舗
- T-UP高崎環状通り店－高崎市上小鳥町164
- T-UP駒形インター店－前橋市駒形町1400-1（閉店）
- T-UP前橋50号店－前橋市二宮町1383-1（閉店）
- T-UP太田407号店－太田市西矢島町325-1

## 関連会社
- 株式会社ピー・シー・エイ
- モダン開発株式会社
- 群馬ヴィクトリー・ワークス株式会社